# Hyposmocoma mokumana
Hyposmocoma mokumana  (лат.) — вид моли эндемичного гавайского рода Hyposmocoma.

## Распространение
Обитает на острове Некер архипелага Подветренных Гавайских островов, на Аннексейшн-Хилл.

## Описание
Взрослые моли имеют размах крыльев 11,4-14,3 мм.

### Личиночная стадия
Личинки плетут кокон. Кокон гусеницы — коричневого цвета, гладкий, сплюснутой цилиндрической формы, длиной 7,4—8,9 мм, обитают в листве Сесбании (Sesbania).